# Cyornis superbus
Papa-moscas-do-bornéu ou papa-moscas-azul-de-bornéu (Cyornis superbus) é uma espécie de ave da família Muscicapidae.
Pode ser encontrada nos seguintes países: Brunei, Indonésia e Malásia.
Os seus habitats naturais são: regiões subtropicais ou tropicais húmidas de alta altitude.